# Anzevácia
Anzevácia (em armênio: Անձևացիք; romaniz.: Anjewacʼikʼ[a]), segundo a Geografia de Ananias de Siracena (século VII), foi um gavar (cantão) da província da Vaspuracânia, no Reino da Armênia. Segundo a tradição preservada por Moisés de Corene, foi concedido aos Anzevacis pelo mítico Valarsaces I (século III a.C.) como principado deles. Compreendia uma área de 2 525 quilômetros quadrados situada nas fontes do curso superior do rio Botã (antigo Jerme), numa cadeia de montanhas inacessível. Essa área pertenceu, na Antiguidade, à região de Alzi citada nas fontes neoassírias e urartitas. Aparentemente, Anzevácia estava centrada na fortaleza de Cangavar (atual Quenguevar). Antes da cristianização da Armênia, havia um templo dedicado a Astlique e Aramasde no distrito. Em 867, quando Musel faleceu, os Anzevacis foram reduzidos a vassalos da família Arzerúnio, que obteve Anzevácia. No século X, Tomás Arzerúnio atestou que o distrito ainda existia como um dos domínios arzerúnidas.